# Wisaginia
Wisaginia (lit. Visaginas, w latach 1975–1992 Sniečkus) – miasto na Litwie, w okręgu uciańskim, w północno-wschodniej części kraju, niedaleko granicy z Białorusią (ok. 10 km) i Łotwą (ok. 15 km), siedziba administracyjna rejonu wisagińskiego. Ludność (2001): ok. 29,5 tys. osób, z czego Litwini stanowili niespełna 16%, a Rosjanie ponad 55% (Białorusini – 10%, Polacy – 9%, Ukraińcy – 5%).
Miasto zbudowano w czasach ZSRR (od 1975) na miejscu składającej się z kilku drewnianych chałup wsi wraz z elektrownią jądrową Ignalino i do 1992 nosiło nazwę Sniečkus (od Antanasa Sniečkusa). Elektrownia nazwę wzięła od nazwy pobliskiej większej miejscowości – Ignalino, siedziby starostwa. 3 tysiące mieszkańców Wisaginii było do niedawna zatrudnionych w elektrowni i firmach z nią współpracujących.
Elektrownia ta, typu czarnobylskiego (RBMK-1500), była jedną z najbliższych granic Polski. Składała się z dwóch reaktorów po 1500 MW i została uruchomiona w połowie lat 80. Zgodnie z ustaleniami podjętymi w związku z przystąpieniem Litwy do UE, reaktory RBMK-1500 zostały zlikwidowane. Pierwszy z reaktorów wyłączono w grudniu 2004, a drugi w grudniu 2009. W pobliżu planuje się jednak wybudowanie około roku 2025 nowej elektrowni atomowej; przedsięwzięcie to miałoby być wspólnym projektem Litwy, Polski, Łotwy i Estonii.
Na centralnym placu miasta stoi wysoki na kilkanaście metrów pomnik z wyobrażeniem lecącego żurawia na szczycie (ptak ten na niebieskiej tarczy jest herbem miasta; widoczny jest m.in. na zdjęciu u wejścia elektrowni, za herbem Litwy), pod którym widnieje wyświetlacz licznika Geigera, pokazujący aktualny poziom promieniowania w mieście (na zdjęciu: 5 μR/h). Niżej znajduje się mosiężna tablica z napisem w języku rosyjskim i litewskim upamiętniająca miejsce zakopania listu – „posłania do młodego pokolenia roku 2100 od młodzieży roku 2000”. Uroczystość ta miała miejsce 21 kwietnia 2000.

## Historia
W czasach zaborów wieś leżała w granicach Imperium Rosyjskiego.
W dwudziestoleciu międzywojennym wieś leżała w Polsce, w województwie nowogródzkim (od 1926 w województwie wileńskim), w powiecie brasławskim, w gminie Rymszany.
Według Powszechnego Spisu Ludności z 1921 roku zamieszkiwało tu 28 osób, wszystkie były wyznania rzymskokatolickiego i zadeklarowały polską przynależność narodową. Było tu 5 budynków mieszkalnych. W 1931 w 7 domach zamieszkiwało 30 osób.
Wierni należeli do parafii rzymskokatolickiej w Rymszanach. Miejscowość podlegała pod Sąd Grodzki w m. Turmont i Okręgowy w Wilnie; właściwy urząd pocztowy mieścił się w Rymszanach.

## Religia
Wisaginia jest siedzibą prawosławnego dekanatu wisagińskiego i wchodzących w jego skład dwóch parafii – pw. Narodzenia św. Jana Chrzciciela i pw. św. Pantelejmona. Działa tu również parafia rzymskokatolicka pw. św. Pawła Apostoła.
Świątynie parafialne w mieście:
- Cerkiew pw. Narodzenia św. Jana Chrzciciela[8];
- Cerkiew pw. Wprowadzenia Matki Bożej do Świątyni i św. Pantelejmona[9];
- Kościół pw. św. Pawła Apostoła[7].

## Galeria

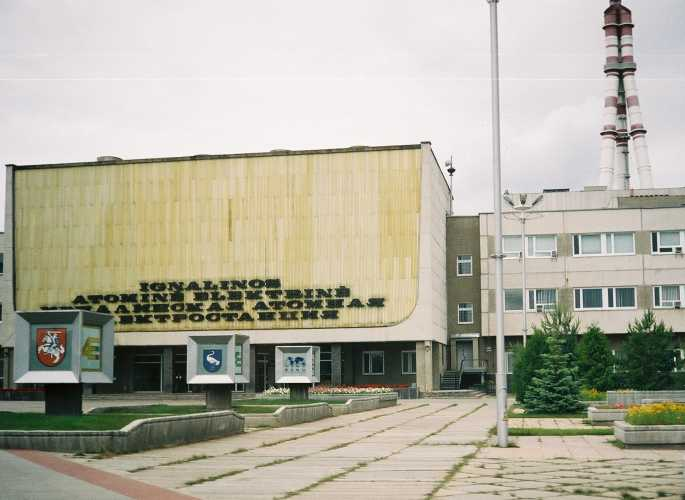
Elektrownia Ignalino
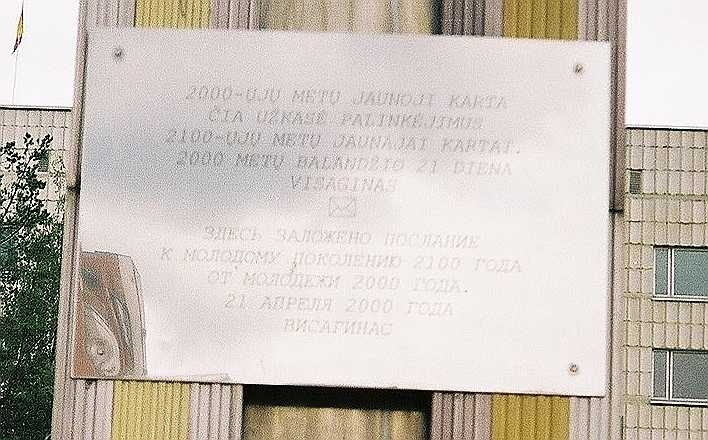
List do przyszłości
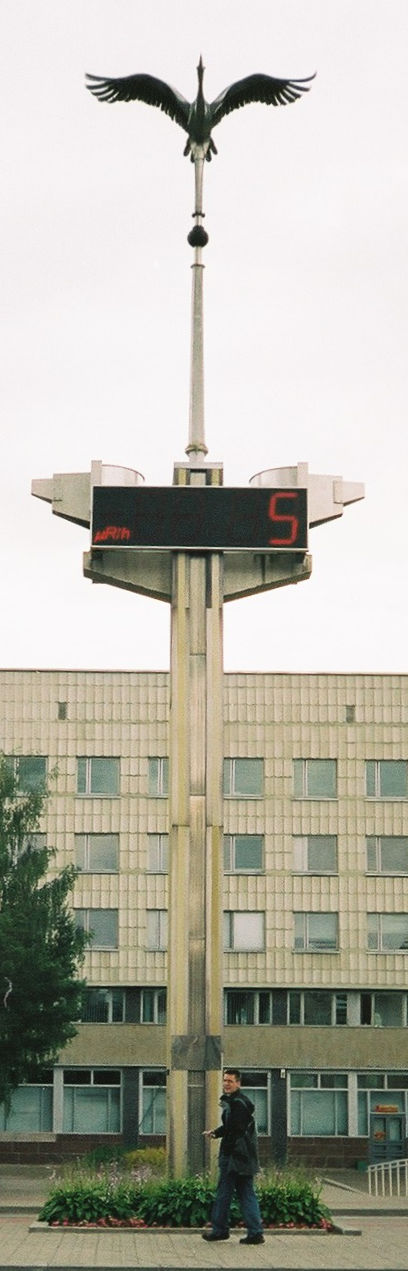
Licznik Geigera w Wisaginii

## Miasta partnerskie
- Zambrów  Polska
- Sławutycz  Ukraina
- Obnińsk  Rosja
- Smorgonie  Białoruś